# Orangebukig parakit
Orangebukig parakit (Neophema chrysogaster) är en akut utrotningshotad fågel i familjen östpapegojor inom ordningen papegojfåglar.

## Utseende och läten
Orangebukig parakit är en 22–25 centimeter lång slank papegoja, gräsgrön ovan och gulaktig under. Hanen har ett tydligt tvåtonat blått band över pannan, grönblå ovansida av stjärten med fula sidor samt en orange fläck på buken. Honan liknar hanen men är dovare, stjärten grönare och den orangea fläcken mindre. Lätena är distinkt elektriska.

## Utbredning och systematik
Fågeln häckar i sydvästra Tasmanien och övervintrar vid kusten i sydöstra Australien. Den behandlas som monotypisk, det vill säga att den inte delas in i några underarter.

## Status
IUCN kategoriserar arten som akut hotad. Den har en mycket liten världspopulation i det vilda med endast 20 till 25 vuxna individer. Idag tros den endast häcka vid en enda lokal där den dessutom verkar ha minskat kraftigt. Den sentida minskningen tros ha sitt ursprung i ett utbrott av sjukdomen PBFD 2014 och påverkan av tio år av torka i övervintringsområdet. Även födobrist i häckningsområdet kan ha spelat in.

## Bilder

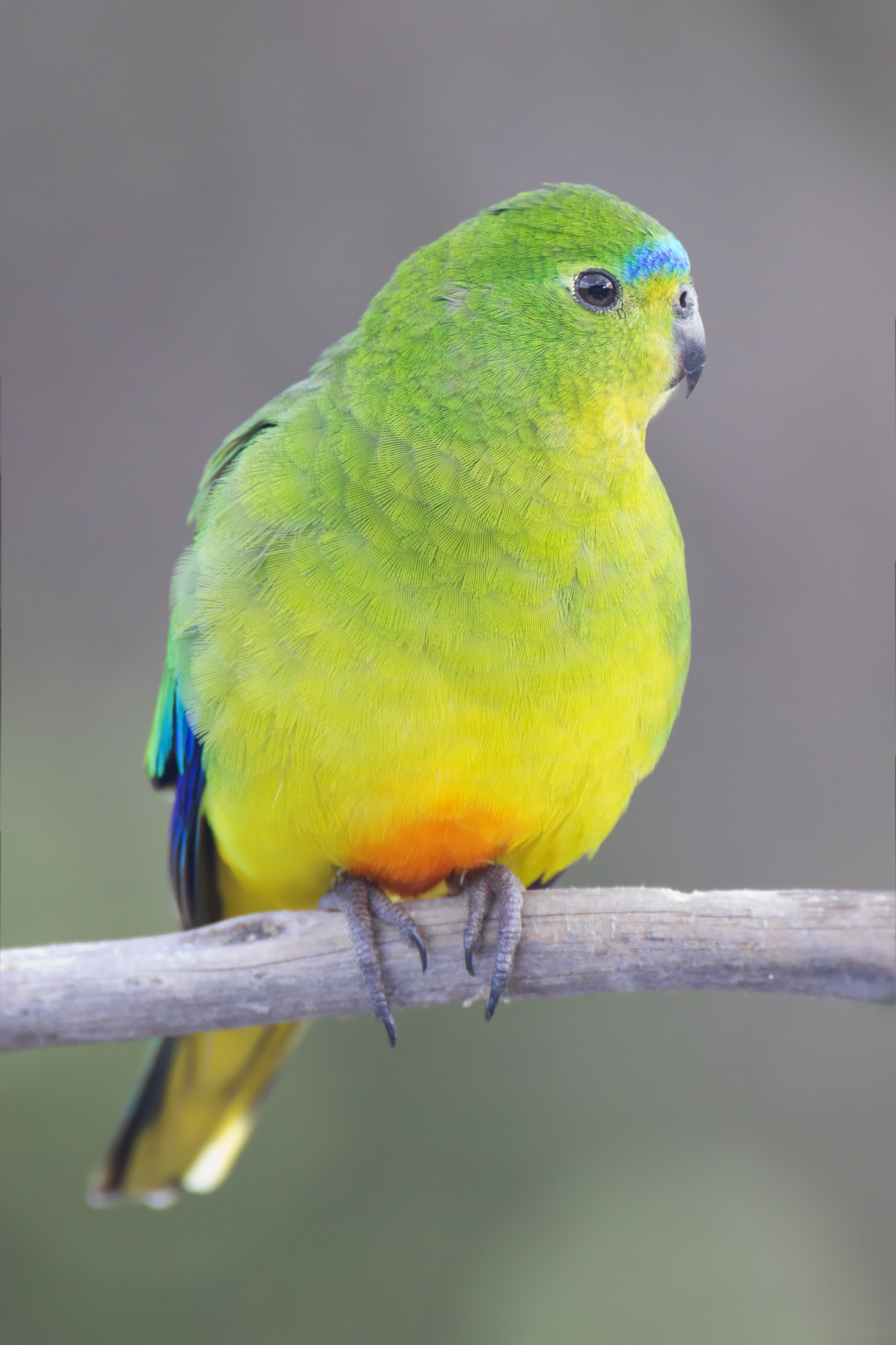
Hona
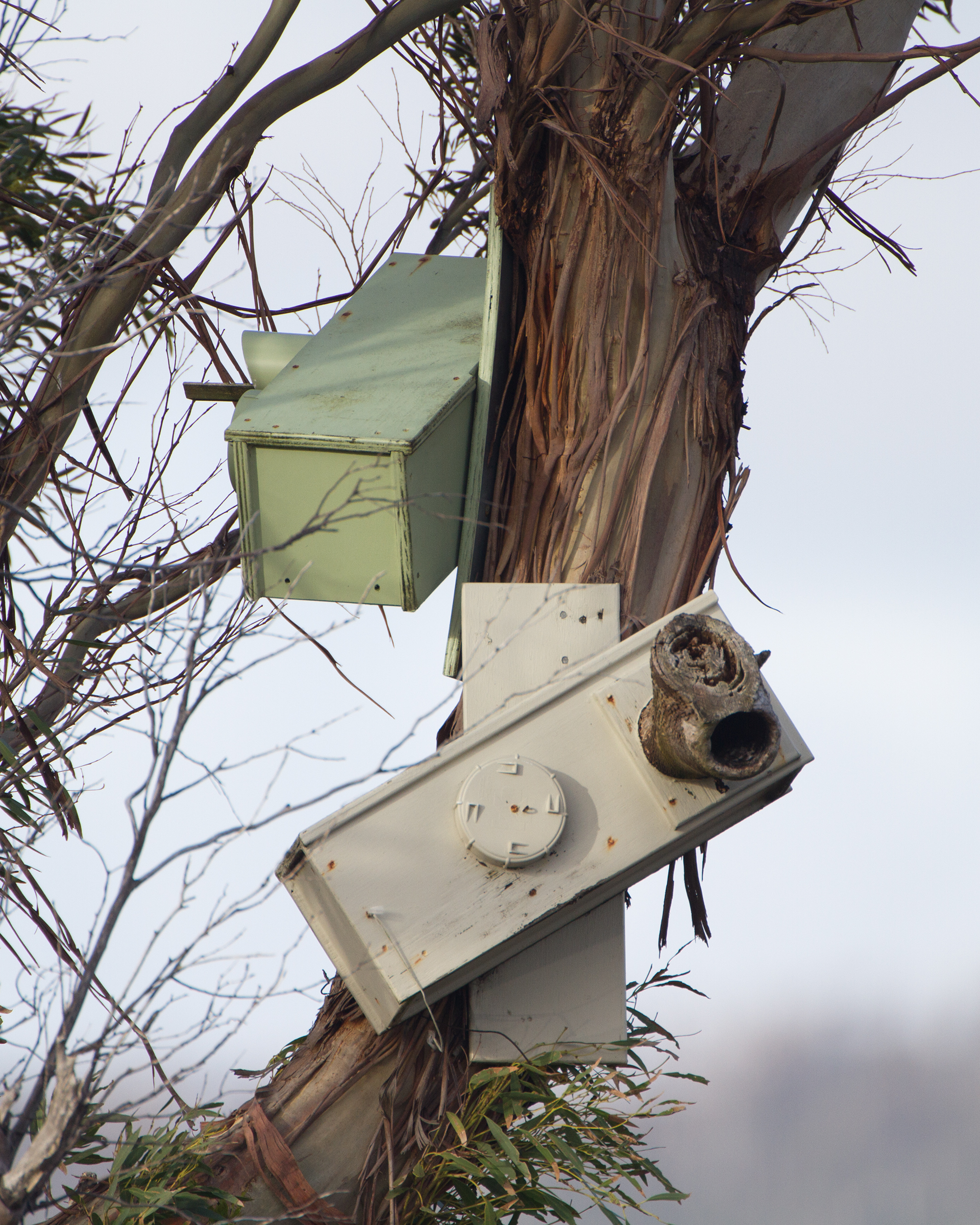
Fågelholk för orangebukig parakit